# Yangwang U7
Yangwang U7 – elektryczny samochód osobowy klasy luksusowej produkowany pod chińską marką Yangwang od 2025 roku.

## Historia i opis modelu

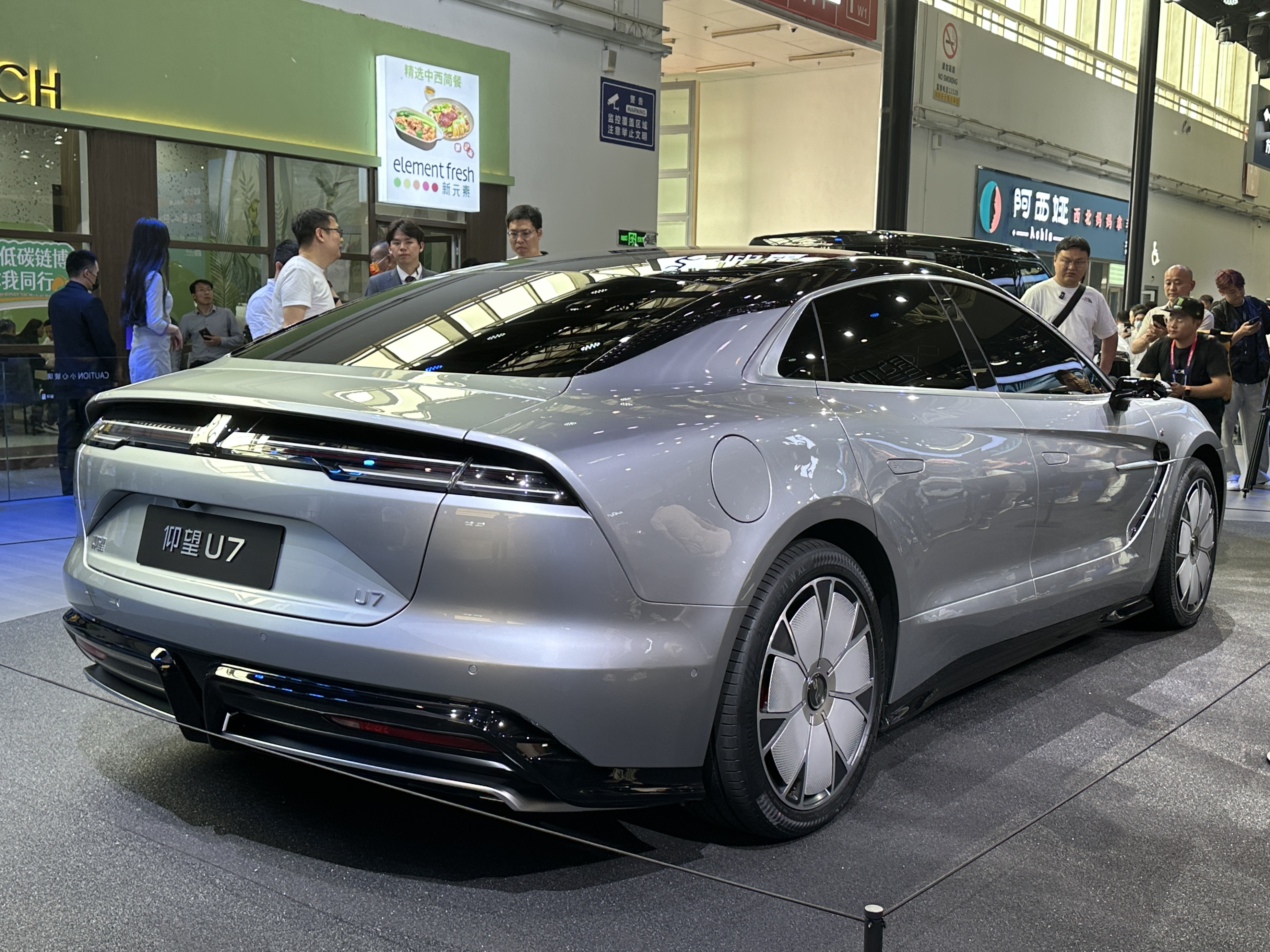
Yangwang U7 - tył

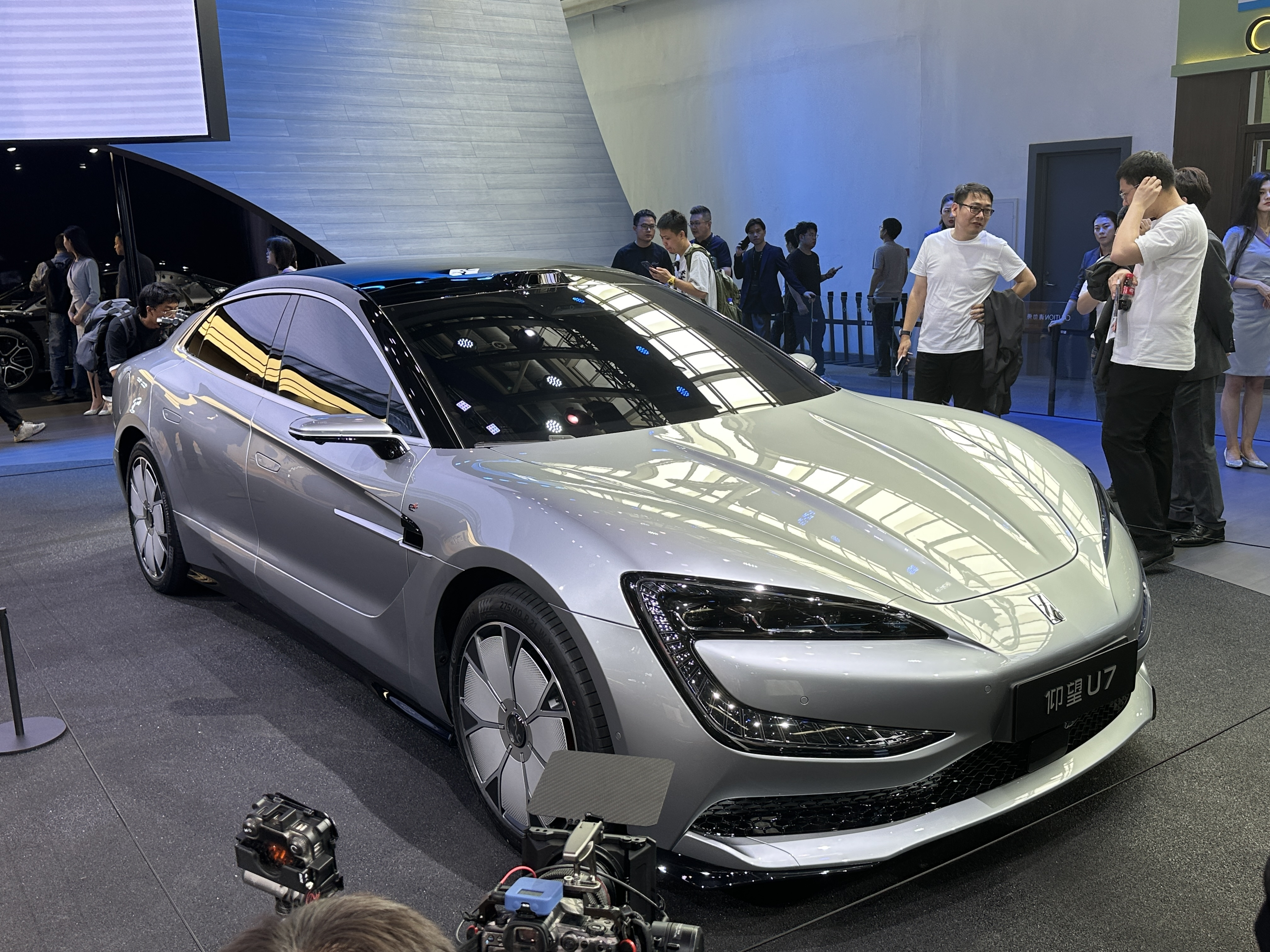
Yangwang U7 podczas premiery

W styczniu 2024 Yangwang, topowa marka chińskiego koncernu BYD Auto, przedstawiła trzeci, flagowy model w swojej ofercie. Luksusowa limuzyna U7 powstała jako odpowiedź m.in. na Mercedesa EQS, z projektem nadwozia autorstwa niemieckiego stylisty Wolfganga Eggera. Smukłe nadwozie wzbogacone przetłoczeniami zwieńczyła wysoko osadzona listwa świetlna, z kolei pas przedni zdominowały duże reflektory w kształcie litery "C" nawiązujące do hipersamochodu U9.
Proporcje samochodu podyktowane zostały chęcią osiągnięcia jak najlepszych właściwości aerodynamicznych, zyskując niski współczynnik oporu powietrza 0,195 Cd. Rozbudowany komfort jazdy zapewniło hydropneumatyczne zawieszenie DiSus-Z zapewniające szybką reakcję na przeszkody i system odzyskiwania energii do elektrycznego układu napędowego.
Yangwang U7 wyposażony został standardowo w przeszklony dach panoramiczny, a także rozbudowany system półautonomicznej jazdy poziomu trzeciego TianShen. Wspomogły go 3 lidary, 5 czujników ultradźwiękowych, a także 13 kamer stale monitorujących otoczenie podczas jazdy.

### Sprzedaż
Podobnie jak inne modele firmy, tak i Yangwang U7 został zbudowany z myślą o wewnętrznym rynku chińskim, konkurując z innymi flagowymi elektrycznymi limuzynami takich marek jak BMW, Mercedes-Benz czy NIO. Cena podstawowego egzemplarza została określona na 1 milion juanów.

### Dane techniczne
Yangwang U7 został samochodem w pełni elektrycznym, wyposażonym w układ napędowy przenoszący moc na obie osie przy pomocy czterech silników o mocy po 326 KM każdy. Łącznie limuzyna rozwinęła 1306 KM, pozwalając na rozpędzenie się do 100 km/h w 2,9 sekundy i osiągając do 270 km/h prędkości maksymalnej. Duży, 900-kilogramowy akumulator typu LFP osiągnął pojemność 135 kWh, pozwalając na przejechanie do 800 kilometrów według chińskiego cyklu pomiarowego CLTC.